# Friedrich Wilhelm Murnau-Gesellschaft
Die Friedrich Wilhelm Murnau-Gesellschaft ist ein Verein zum Erhalt, zur Erforschung und Verbreitung des Stummfilms mit Sitz in der ostwestfälischen Stadt Bielefeld in Nordrhein-Westfalen.

## Geschichte
Die Gesellschaft wurde am 17. Januar 1989 gegründet. Ausschlaggebend war der 100. Geburtstag des in Bielefeld geborenen Friedrich Wilhelm Murnau und eine dazu präsentierte Ausstellung der Stadtverwaltung. Die acht Gründungsmitglieder wollten die Erinnerung an den Regisseur, aber auch an den Stummfilm insgesamt aufrechterhalten und fördern. Entsprechend wurden diese Ziele in die Vereinssatzung aufgenommen. Dazu wird jährlich das Film- und Musikfest von der Gesellschaft veranstaltet. Die ersten Friedrich Wilhelm Murnau-Filmpreise wurden durch die Gesellschaft verliehen, später durch die Gesellschaft zur Verleihung des Bielefelder Friedrich Wilhelm Murnau Filmpreises e.V.

## Veröffentlichungen
Die Gesellschaft veröffentlichte von 1991 bis 2005 eine Schriftenreihe deren Schwerpunkt die regionale Film- als auch die Stummfilmgeschichte war.